# モジダ
モジダ (Mozhdah Jamalzadah、1982年8月11日 - ) は、アフガニスタンの歌手。

## 人物
- 5歳のときに、一家でカナダに亡命した。
- ブリティッシュコロンビア工科大学で放送ジャーナリズムを学び、ブリティッシュコロンビア大学で哲学と政治学を学んだ。
- カナダのアフガン駐留軍に通訳として勤めていた[1]。

## 来歴
- 2009年、「Dukhtare Afghan」（アフガンの少女）がヒットした。
- 2009年 - 2011年、アフガニスタンのテレビ視聴者のために、北米スタイルのトーク番組の司会を2年間務めた。この番組では、タブーとされている離婚やヒジャブについての議論もなされた。
- 2010年、国際女性デーに、アフガン人で初めてアメリカのオバマ大統領夫妻がいるホワイトハウスに招待され、「Dokhtare Afghan」を披露した[2][3]。
- 2015年、ABU TV ソング・フェスティバル2015にアフガニスタン代表で出場、「Ghoroore Tu, Shikaste Ma」 (Your Pride、My Poison) を披露した[4]。

## ディスコグラフィー
- Act One (2009年)
- Words (2017年)

## 受賞歴
- Best Female Artist (6thannual ATN Awards、2004年、2011年)
- Best Light Song of the Year (4thannual ANT Awards、2009年)
- Best Female Artist of Afghanistan (BAMA Music Awards、2016年)